# Асијер Иљараменди
Асијер Иљараменди "Иљара" Андонеги (шп. Asier Illarramendi "Illarra" Andonegi; Мутурику, 8. март 1990) је шпански фудбалер, који тренутно игра за Далас на позицији задњег везног.
Иљарамнди је прошао млађе селекције Реал Сосиједада, док је професионалну каријеру почео у Б тиму Сосиједада, гдје је провео четири сезоне. У последњем колу Друге лиге Шпаније за сезону 2010/11, 19. јуна 2010, Иљараменди је дебитовао за први тим. 12. јула 2013, прешао је у Реал Мадрид за 32,2 милиона евра, потпиавши уговор на шест година. То је уједно био највећи трансфер неког шпанског фудбалера у Реал Мадрид. Иљараменди је за Реал дебитовао 14. септембра, а први гол за Реал постигао је 18. децембра против Чативе у Купу краља. 26. августа 2015, Иљараменди се вратио у Реал Сосиједад, потписавши шестогодишњи уговор.
Иљараменди је нступао за селекције Шпаније до 17, 21 и 23 године, освојивши Европско првенство за фудбалере до 21 године 2013, на којем је изабран у идеалну поставу. За сениорску репрезентацију дебитовао је 7. јуна 2017, одигравши свих 90 мнинута у пријатељској утакмици против Колумбије. Први гол за репрезентацију Шпаније постигао је 9. октобра 2017, против Израела.

## Трофеји
Реал Мадрид
- Куп Шпаније (1) : 2013/14.
- Лига шампиона (1) : 2013/14.
- Суперкуп Европе (1) : 2014.
- Светско клупско првенство (1) : 2014.

Репрезентација Шпаније до 21
- Европско првенство до 21 (1) : 2013.